# Кошачий дует
Duetto buffo di due gatti («Жартівливий дует для двох кішок») — популярний музичний твір для двох голосів (зазвичай двох сопрано або сопрано й альта ). Вербальний текст складається лише зі слова «мяу», яке повторюється знову й знову різною інтонацією.
Твір зазвичай приписують Джоакіно Россіні . Насправді, однак, це не його твір, а компіляція 1825 року, яка значною мірою базується на опері Россіні «Отелло» 1816 року. Ймовірно, аранжування походить від англійського композитора Роберта Лукаса Пірсолла (1795-1856), який опублікував його під псевдонімом Г. Бертольд. Варіант, що відхиляється від популярної версії, став відомий під авторством Фрідріха Августа Райсігера.
У порядку появи твір містить такі цитати:
- каватина Katte датського композитора Крістофа Ернста Фрідріха Вейзе[2].
- Частина дуету між Отелло та Яго в опері Россіні «Отелло», дія II.
- Частина кабалети арії Ah, come mai non senti в опері Россіні «Отелло», дія II, у виконанні Родріго